# Scandale en Floride
Pour plus de détails, voir Fiche technique et Distribution.
Scandale en Floride (That Hagen Girl) est un film américain en noir et blanc réalisé par Peter Godfrey, sorti en 1947.

## Synopsis
Dans une petite ville, une rumeur circule selon laquelle la lycéenne Mary Hagen serait la fille illégitime de l'avocat Tom Bates, un ancien habitant. La jeune fille est souvent raillée. Tom Bates revient en ville et se lie d'amitié avec Julia Kane, l'enseignante préférée de Mary.

## Fiche technique
- Titre original: That Hagen Girl
- Réalisation : Peter Godfrey
- Scénario : Charles Hoffman (en), d'après le roman That Hagen Girl (1946) de Edith Kneipple Roberts
- Musique : Franz Waxman
- Lieu de tournage :  Warner Brothers Burbank Studios
- Directeur de la photographie : Karl Freund
- Montage : David Weisbart
- Producteur : Alex Gottlieb
- Société de production et de distribution : Warner Bros.
- Pays de production :  États-Unis
- Langue d'origine : anglais américain
- Format : noir et blanc — 35 mm — 1,37:1 — son : mono (RCA Sound System)
- Genre : drame psychologique
- Durée : 83 minutes
- Dates de sortie :
  - États-Unis : 24 octobre 1947 (New York)
  - France : 19 mai 1950

## Distribution
- Shirley Temple : Mary Hagen
- Ronald Reagan : Tom Bates
- Rory Calhoun : Ken Freneau
- Conrad Janis : Dewey Koons
- Lois Maxwell : Julia Kane
- Dorothy Peterson : Minta Hagen
- Charles Kemper : Jim Hagen
- Penny Edwards : Christine Delaney
- Jean Porter : Sharon Bailey
- Harry Davenport : le juge A. Merrivale
- Nella Walker : Molly Freneau
- Winifred Harris : Selma Delaney
- Moroni Olsen : Trenton Gateley
- Frank Conroy : Dr Stone
- Kathryn Card : Mlle Grover
- Barbara Brown : Lorna Gateley

## Nominations et récompenses
- Meilleure révélation féminine lors des Golden Globes pour Lois Maxwell